# Myriam Léonie Mani
Myriam Léonie Mani, född 21 maj 1977, är en Kamerunsk friidrottare som specialiserade sig på kortdistanslöpning.
Mani var aktiv på den internationella friidrottsscenen under ett drygt decennium med start i slutet av 1990-talet. Sitt första internationella mästerskap gjorde hon i VM i Rom, där hon kom på sjätte plats i sitt försöksheat. Sina främsta VM-resultat nådde hon i Edmonton 2001 då hon gick till final på 200 meter (slutade sexa) och till semifinal på 100 meter. Mani har deltagit i två olympiska spel, Sydney 2000 och Peking 2008, med semifinalplatser på både 100 meter och 200 meter i det förstnämnda som bästa prestation.
Mani var dopningsavstängd 2003–2005.

## Personliga rekord
| Gren              | Resultat | Datum            | Plats    | Kommentar                                       |
| ----------------- | -------- | ---------------- | -------- | ----------------------------------------------- |
| 100 meter         | 10,98    | 11 juni 2001     | Aten     | Ännu gällande kamerunskt rekord (februari 2010) |
| 200 meter         | 22,41    | 21 maj 2000      | Kourou   |                                                 |
| 400 meter         | 53,0     | 1 januari 1998   |          |                                                 |
| 60 meter inomhus  | 7,18     | 30 januari 2000  | Dortmund |                                                 |
| 200 meter inomhus | 23,37    | 11 februari 2000 | Gent     |                                                 |

### Fotnoter
1. ↑  Olympic Games 2008, Biographical Entry List, Women's 100 Metres[död länk]